# Micrastur plumbeus
Micrastur plumbeus là một loài chim trong họ Falconidae.